# 小値賀火山島群

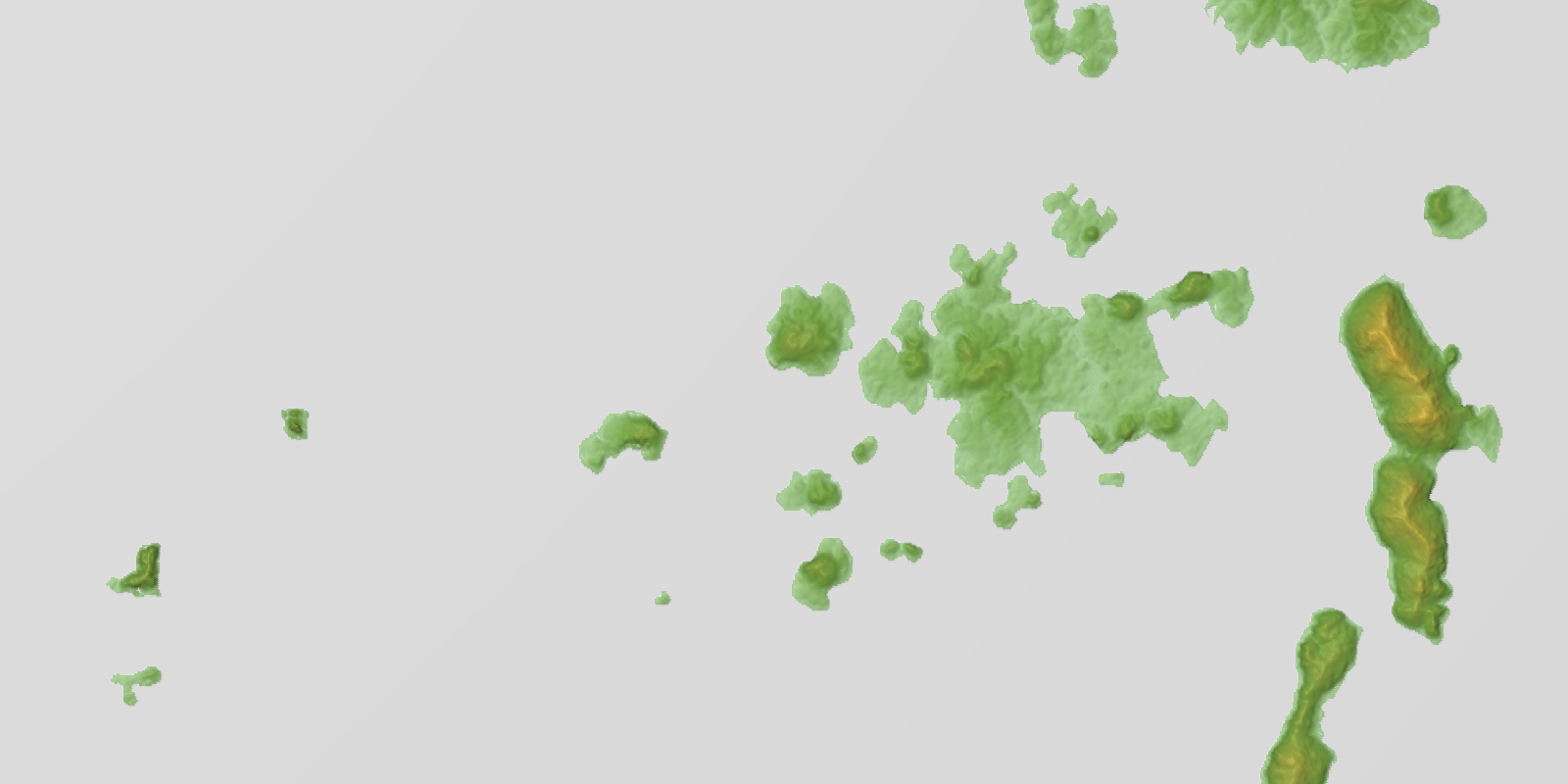
小値賀火山島群の地形図。多数の火砕丘が形成されている。

小値賀火山島群 （おじかかざんとうぐん、Ojika Jima Volcano Group ）は長崎県五島列島の単成火山群。小値賀島火山群、小値賀島単成火山群の表記も見られる。
新第三紀から第四紀の形成と見られ、大小41以上の玄武岩質単成火山で構成され、これら火山はスコリア丘、ハイブリッドコーン、スパターコーン
に分類される（これら火山が複合して形成された島も存在する）。
海触の影響でスコリア丘の内部構造が確認でき、研究対象として「世界中でも大変希少価値」があると評される。

## 島と岩礁
以下に域内の島を示す。最大の島は小値賀島である。小値賀火山島群は小値賀島地域と肥前平島地域に分類されるが、資料によって属す島は一定していないため、ここでは単純に一覧として挙げる。なお、 -瀬とあるのは島未満の岩礁であり、個別項目がない島とあわせおおまかな位置を個別に示す。
- 小値賀島
- 大島
- 斑島
- 黒島
- 六島
- 納島
- 藪路木島 - 大島の北に位置[8]。
- 古路島 - 小値賀島の南西に位置[8]。
- 宇々島
- ホゲ島 -  大島の西2kmに位置[9]。
- 乙子島 - 小値賀島の南に位置[10]。
- 小黒島
- 貝瀬 - 藪路木島の西にある岩礁[9]。
- 六つ瀬（六ッ瀬） - 大島の南西1kmに位置[9]。
- 黒瀬 - 大島の南西1.5kmに位置[9]。
- 野崎島
- 赤島 - 平島の東、藪路木島の西、ホゲ島の北に位置[11]。
- 平島 - 域内最西端に位置[11][12]。
- 美良島 - 平島の北に位置[11]。[13]